# Шакай Тайшуто
Шакай Тайшуто (яп. 社会大衆党, Соціалістична масова партія) — у минулому японська поміркована ліва політична партія, яка діяла в Японської імперії в часи правління японського імператора Сьова (Хірохіто) в історії цей період відомий як Період Сьова.

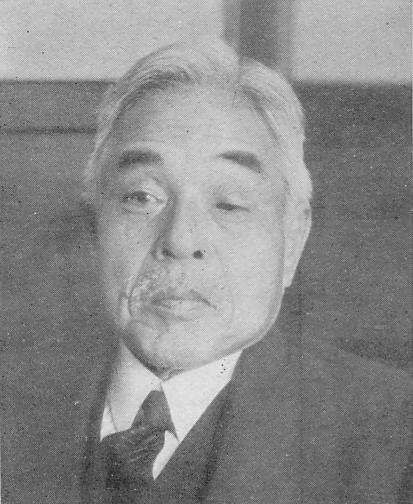
Абе Ісоо, засновник політичної партії Шакай Тайшуто

Політична партія «Шакай Тайшуто» була заснована Абе Ісоо в липні 1932 року після об'єднання японської партії «Shakai Minshūtō» (Соціалістична масова партія) з японською партією «Zenkoku Rōnō Taishūtō» (Національна робітничо-фермерська масова партія). У період посилення екстремізму в політиці Японської імперії, новостворена політична партія намагалася зберегти проміжний підхід в політиці, що неминуче призвело до плутаної (невиразної) політики.
З одного боку, політична партія «Шакай Тайшуто» підтримувала проведення аграрної реформи в Японській імперії та наполягала на покращенні долі японських фермерів шляхом скорочення військового бюджету; з іншої сторони, ця політична партія підтримувала зв'язки з японською політичною й воєнною фракцією «Тосейха» яка діяла в середині імператорської армії Японської імперії та підтримувала японську військову агресію на території Маньчжурії. Політична партія «Шакай Тайшуто» виступала за розширення міжнародного співробітництва та виступав проти виходу Японської імперії з міжнародної організації «Ліги Націй», але водночас з цим підтримувала вторгнення Японської імперії до Республіки Китай в 1937 році.
Політична партія «Шакай Тайшуто» була єдиною лівою японською партією, якій було дозволено функціонувати в 1930-х роках, і вона стала третьою за чисельністю партією в нижній палаті парламенту Японської імперії з 36 місцями (мандатами) після японських загальних виборів 1937 року. Цю політичну партію підтримали широкі верстви японського електорату, включаючи також власників магазинів середнього класу, обурених діяльністю дзайбацу, а також найманих японських робітників і деяких дрібних бюрократів. Однак основний внутрішній розкол політичної партії Шакай Тайшуто між прихильниками соціал-демократії та японського експансіонізму досяг максимального рівня після голосування за виключення пана Сайто Такао з японського парламенту, яке виникло після того, як він різко критикував поведінку імператорської армії Японської імперії та її дії на материковій частині Азії. Члени цієї партії, які утрималися від пропозиції щодо виключення пана Сайто Такао, були виключені через «непатріотичні почуття», через що голова партії Абе Ісоо також пішов у відставку. Залишки цієї партії ставали дедалі більш схильні до націоналізму й мілітаризму, і в 1940 році ця політична партіябули поглинена Асоціацією допомоги трону.

## Результати виборів
| Вибори   | голосів | %    | Мандати  | Зміна |
| -------- | ------- | ---- | -------- | ----- |
| 1936 рік | 518,844 | 4.66 | 18 / 466 | ▬     |
| 1937 рік | 928,934 | 9.10 | 37 / 466 | ▲ 19  |